# 西安飞机工业集团
34°38′35″N 109°14′11″E / 34.643077°N 109.236267°E
西安飞机工业（集团）有限责任公司是中国主要的大型军用民用飞机制造企业，中國航空工業集團旗下一員。
成立於1958年，有超過2萬名員工。為中航西飞（深交所：000768）全资子公司。
2020年12月，中航西飞完成重大资产置换，置入西安飞机工业（集团）有限责任公司、陕西飞机工业（集团）有限公司、中航天水飞机工业有限责任公司等飞机整机制造及维修资产，实现对大中型飞机整机制造资产的专业化整合。

## 主要产品
- 民航飛機
  - 新舟60
  - 新舟600
  - 新舟700
- 运输机
  - 运-7
  - 运-20
- 空中預警機
  - 空警-600
- 轟炸機
  - 轰-6
  - 轟-8（已取消）
  - 轰-20（研制中）
- 戰鬥轟炸機
  - 殲轟-7
- 其它航空产品：
  - 中國商飛ARJ21机翼、機身
  - 波音737垂直尾翼、水平安定面、前檢修門
  - 波音737新世代垂直尾翼
  - 波音747後緣肋、鋁、鈦鍛造件
  - 波音747-8內襟翼
  - 波音787組件

## 下属企业
- 中航飞机股份有限公司（中航飞机）
- 西安西沃客车有限公司
- 西安飞机工业铝业股份有限公司（西飞铝业）
- 西安飞机工业装饰装修工程股份有限公司（西飞装饰）
- 西安飞机工业(集团)亨通航空电子有限公司（西飞亨通）

## 圖片

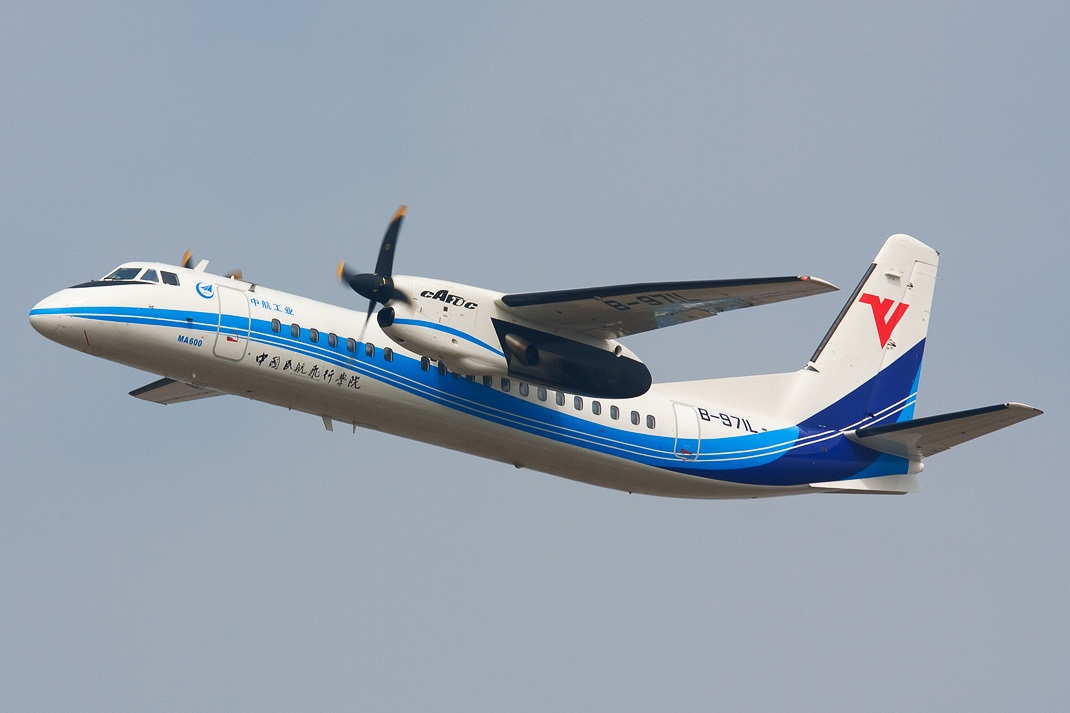
MA600
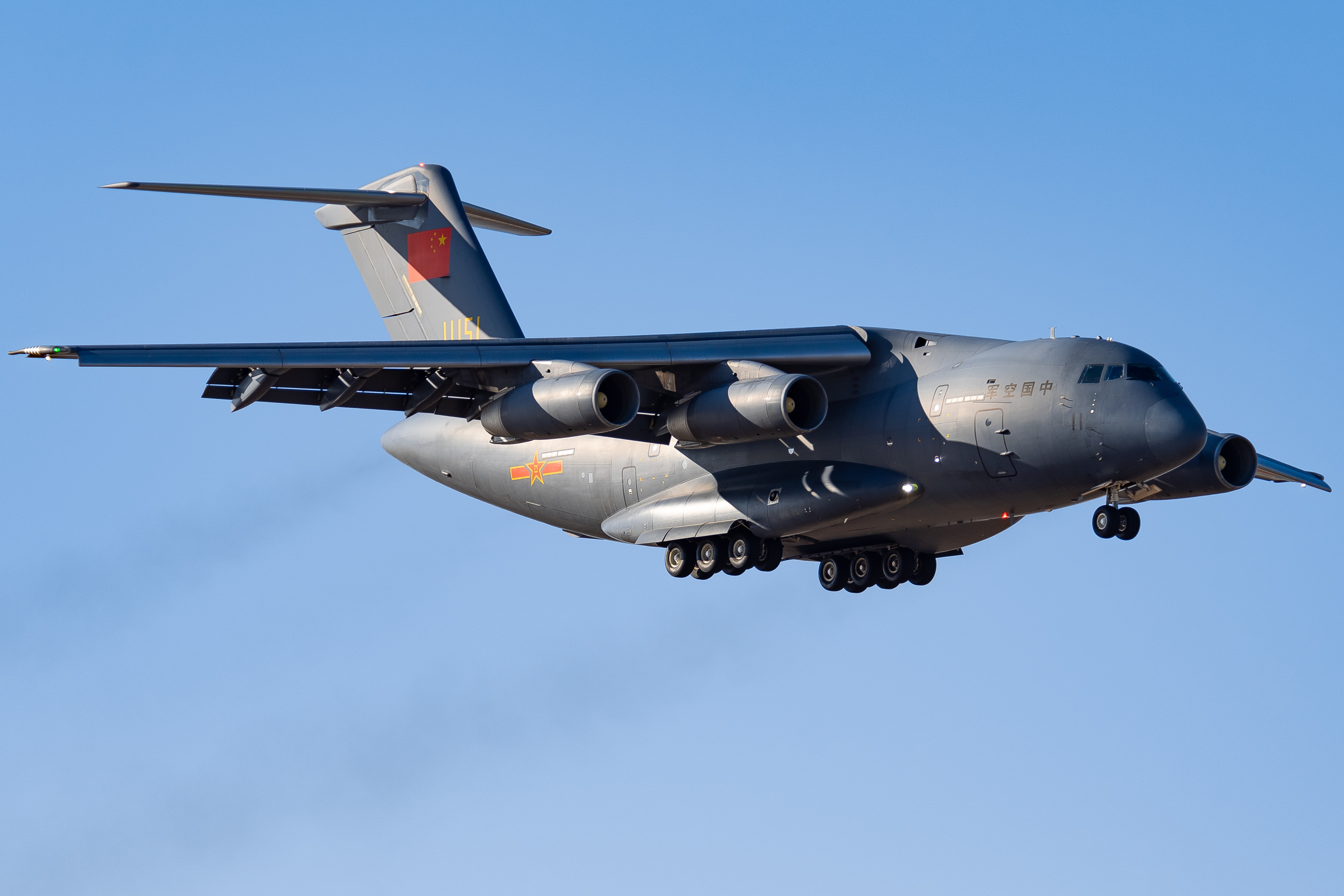
Y-20A
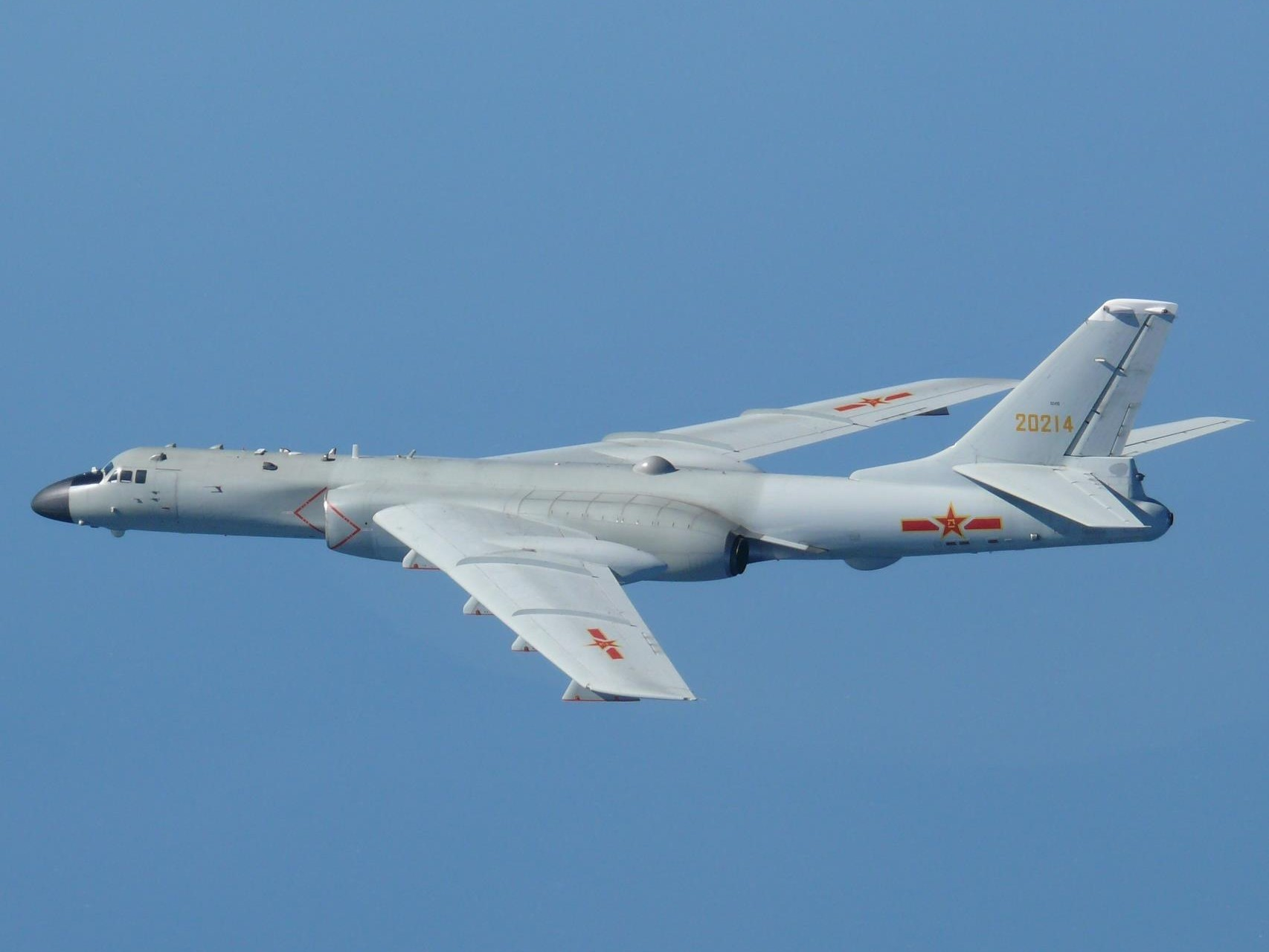
H-6K
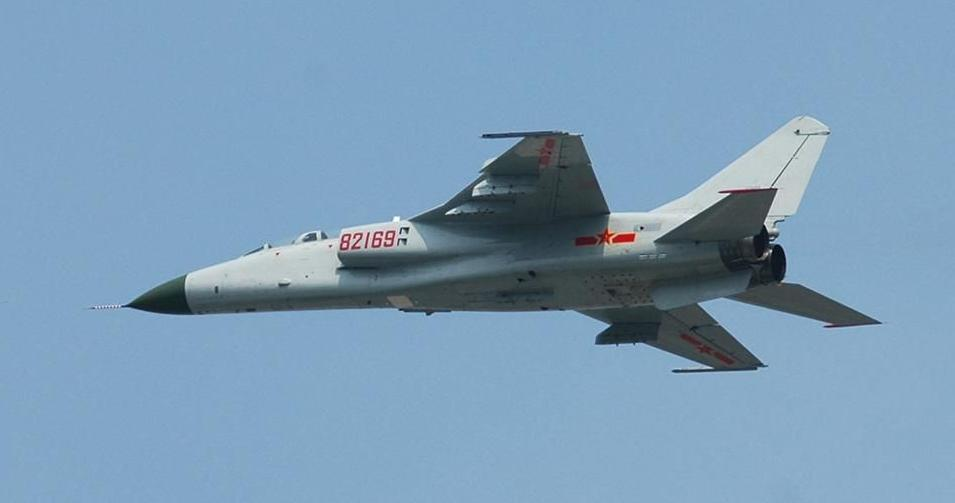
JH-7

## 外部連結
- 西安飞机工业（集团）有限责任公司

1. ↑  . finance.sina.cn. 2020-12-01  [2025-05-20]. （原始内容存档于2025-05-20）.